# Unterseeboot 174
Le Unterseeboot 174 (ou U-174) est un sous-marin allemand (U-Boot) de type IX.C utilisé par la Kriegsmarine pendant la Seconde Guerre mondiale.

## Historique
Mis en service le 15 novembre 1941, l'Unterseeboot 174 suit son temps d'entraînement initial à Stettin dans la 4. Unterseebootsflottille jusqu'au 31 juillet 1942, il rejoint sa flottille de combat à Lorient dans la 10. Unterseebootsflottille.
Il quitte le port de Kiel pour sa première patrouille le 30 juillet 1942 sous les ordres d' Ulrich Thilo. Après 39 jours en mer, il rejoint la base sous-marine de Lorient le 6 septembre 1942.
L'Unterseeboot 174 effectue trois patrouilles dans lesquelles il coule cinq navires pour un total de 30 813 tonneaux au cours de ses 175 jours en mer.
Sa troisième patrouille part du port de Lorient le 18 mars 1943 sous les ordres de l'Oberleutnant zur See Wolfgang Grandefeld. Après 41 jours en mer, l'U-174 est coulé le 27 avril 1943, au sud de Terre-Neuve à la position géographique de 43° 35′ N, 56° 18′ O par des charges de profondeur larguées par un avion bombardier américain Lockheed Ventura de l'escadron VP-125/B-6.

Les 53 membres de l'équipage meurent lors de cette attaque.

## Affectations successives
- 4. Unterseebootsflottille du 26 novembre 1941 au 31 juillet 1942 (entrainement)
- 10. Unterseebootsflottille du 1er août 1942 au 27 avril 1943 (service actif)

## Commandement
- Ulrich Thilo du 26 novembre 1941 au 8 mars 1943
- Oberleutnant Wolfgang Grandefeld du 9 mars au 27 avril 1943

Nota : Les noms de commandants sans indication de grade signifie que leur grade n'est pas connu avec certitude à notre époque (2013) à la date de la prise de commandement.

## Patrouilles
|       | Commandant                | Départ          | Départ  | Arrivée          | Arrivée | Jours     | Succès   |
| ----- | ------------------------- | --------------- | ------- | ---------------- | ------- | --------- | -------- |
| 1     | Ulrich Thilo              | 30 juillet 1942 | Kiel    | 6 septembre 1942 | Lorient | 39 jours  |          |
| 2     | Ulrich Thilo              | 7 octobre 1942  | Lorient | 9 janvier 1943   | Lorient | 95 jours  | 30 813   |
| 3     | Oblt. Wolfgang Grandefeld | 18 mars 1943    | Lorient | 27 avril 1943    | Coulé   | 41 jours  |          |
| Total | Total                     | Total           | Total   | Total            | Total   | 175 jours | 30 813 t |

Note : Oblt. = Oberleutnant zur See 

Nota : Les noms de commandants sans indication de grade signifie que leur grade n'est pas connu avec certitude à notre époque (2013) à la date de la prise de commandement.

### Opérations Wolfpack
L'U-174 a opéré avec les Wolfpacks (meute de loups) durant sa carrière opérationnelle :
1. Lohs (11 août 1942 - 26 août 1942)

## Navires coulés
L'Unterseeboot 174 a coulé cinq navires pour un total de 30 813 tonneaux lors des trois patrouilles (175 jours en mer) qu'il effectua.
| Date              | Nom           | Nationalité | Tonnage (GRT) | Fait  |
| ----------------- | ------------- | ----------- | ------------- | ----- |
| 31 octobre 1942   | Marlyn        | Royaume-Uni | 4 555         | Coulé |
| 1er novembre 1942 | Elmdale       | Royaume-Uni | 4 872         | Coulé |
| 2 novembre 1942   | Zaandam       | Pays-Bas    | 10 909        | Coulé |
| 2 novembre 1942   | Besholt       | Norvège     | 4 977         | Coulé |
| 15 décembre 1942  | Alcoa Rambler | USA         | 5 500         | Coulé |